# Evangelische Kirche (Michelsberg)

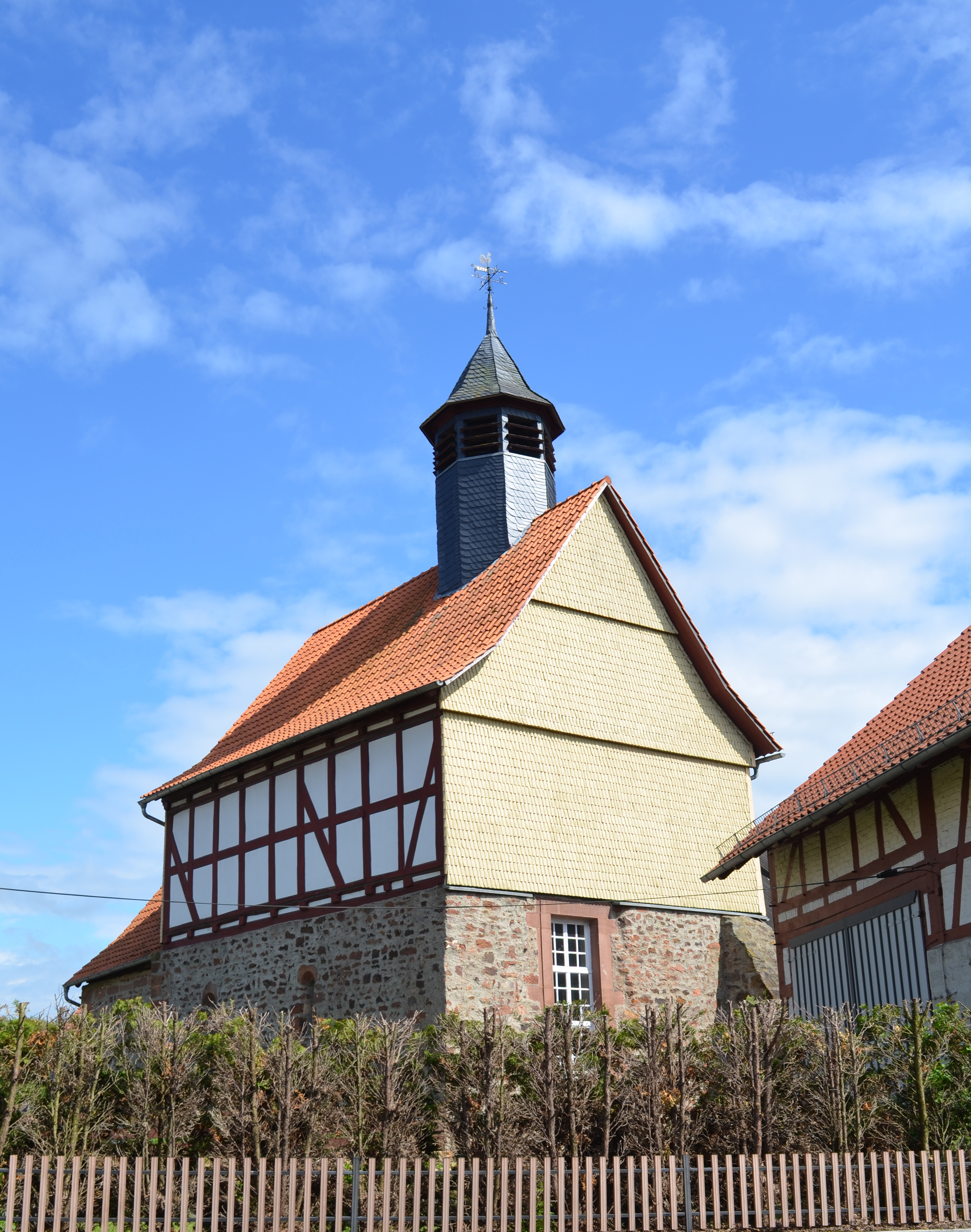
Evangelische Kirche in Michelsberg

Die evangelische Kirche Michelsberg ist ein denkmalgeschütztes Kirchengebäude im Stadtteil Michelsberg von Schwalmstadt im Schwalm-Eder-Kreis in Hessen. Die Kirche gehört zur Kirchengemeinde Landsburg im Kirchenkreis Schwalm-Eder im Sprengel Marburg der Evangelischen Kirche von Kurhessen-Waldeck.

## Beschreibung
Die Saalkirche mit einem eingezogenen Chor im Osten aus Bruchsteinen wurde Ende des 12. Jahrhunderts erbaut. Nach dem Dreißigjährigen Krieg wurde das steinerne Erdgeschoss des Kirchenschiffs mit einem Geschoss aus Holzfachwerk für die Lagerhaltung von Früchten aufgestockt, das bis auf die Nordseite mit Schindeln verkleidet ist. An der Südseite des Chors befindet sich ein vermauertes romanisches Portal, über dem ein Tympanon angeordnet ist. Aus dem Satteldach des Kirchenschiffs erhebt sich im Westen ein sechseckiger, verschieferter Dachreiter, der mit einem Zeltdach bedeckt ist. 
Der Innenraum ist mit einer Holzbalkendecke überspannt. Sie wird längs von Unterzügen getragen, die auf Stützen ruhen. Schmuckstück der Kirchenausstattung ist das Taufbecken von 1595.